# المسور بن إبراهيم
المسور بن إبراهيم بن عبد الرحمن بن عوف الزهري،القرشي. (المتوفي سنة 107هـ) تابعي مدني من رواة الحديث النبوي.